# John L. Hennessy
John LeRoy Hennessy (22 settembre 1952) è un ingegnere, informatico e dirigente d'azienda statunitense, fondatore della società MIPS Computer Systems Inc.; è stato il decimo presidente della università di Stanford dal 2000 al 2016.

## Biografia
Hennessy è diventato un membro dell'università di Stanford nel 1977, dopo aver ricevuto una laurea di primo livello (Bachelor) in Ingegneria Elettrica presso la Villanova University e una di secondo livello in Informatica presso la State University of New York at Stony Brook, dove ha conseguito il dottorato di ricerca nella stessa materia.
Nel 1984 ha utilizzato un suo anno sabbatico per fondare la società MIPS Computer Systems Inc. allo scopo di commercializzare le sue ricerche nel campo dei microprocessori RISC.
Hennessy è stato direttore dello Stanford's Computer System's Laboratory nel periodo 1989-1993, un centro di ricerca gestito dai dipartimenti di Ingegneria Elettrica e Informatica di Stanford. È stato inoltre presidente del dipartimento di informatica nel periodo 1994-1996.
In collaborazione con David A. Patterson ha scritto due ben noti testi di architettura dei calcolatori, Computer Organization and Design: the Hardware/Software Interface e Computer Architecture: A Quantitative Approach. Entrambi sono ampiamente utilizzati nei corsi di studio universitari sin dal 1990.
Nel 1999, l'allora rettore di Stanford Gerhard Casper lo ha nominato provost dell'università di Stanford, in successione a Condoleezza Rice.
Quando nel 2000 Casper ha cessato le funzioni di rettore per focalizzarsi sull'attività di insegnamento, il consiglio di amministrazione di Stanford lo ha nominato suo successore - con un salario annuo di ben 566.581 dollari americani. Nel frattempo continua a far parte del consiglio di amministrazione della MIPS, da cui riceve compensi addizionali.
Fa anche parte del consiglio di amministrazione di Google, per entrare nel quale ha ricevuto in compenso 65000 azioni della compagnia, che al tempo della prima collocazione sul mercato di Google valevano oltre 7 milioni di dollari.